# Eduard Leisching

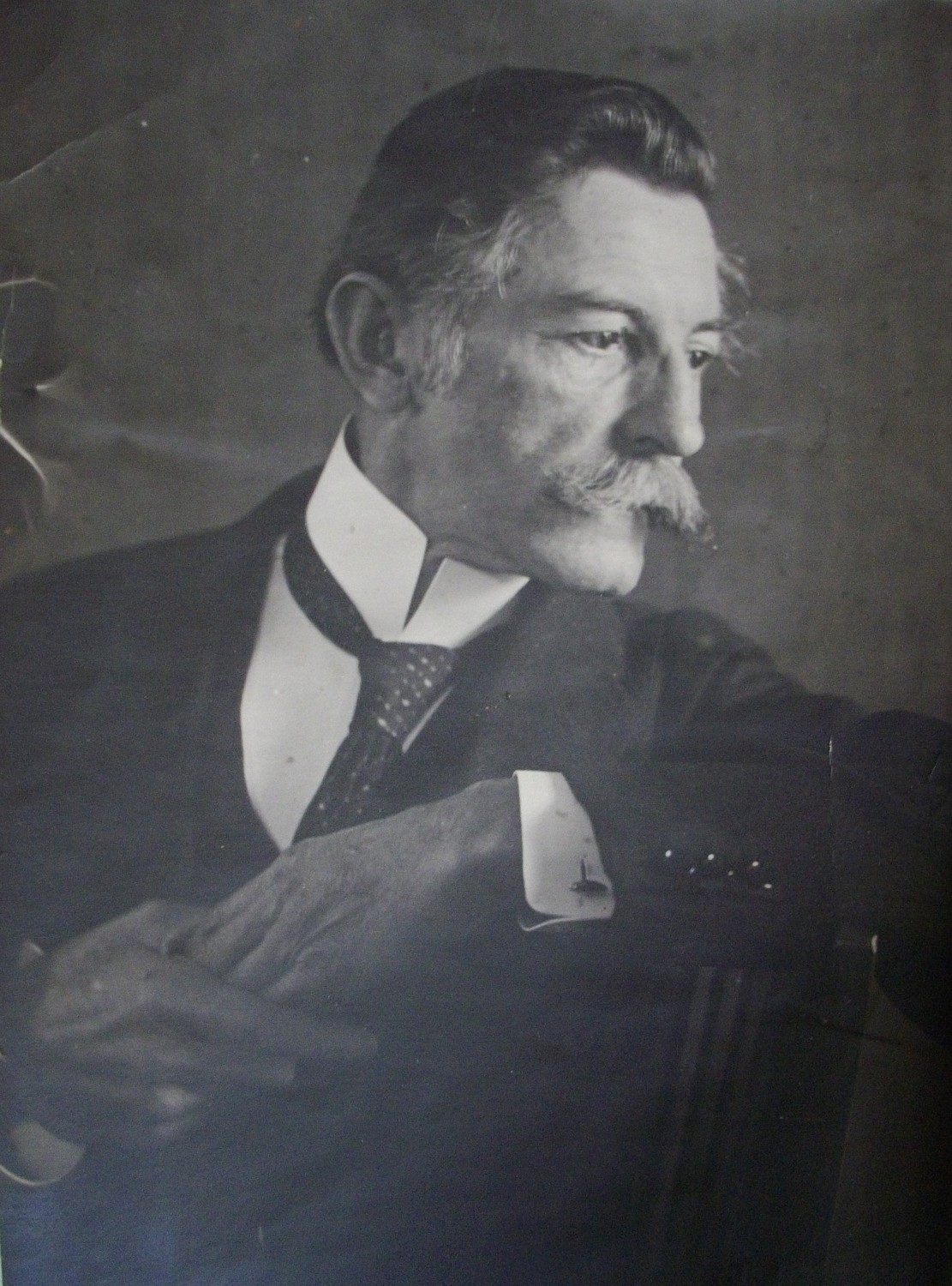
Eduard Leisching um 1915

Eduard Gustav Adolf Emerich Leisching (* 26. November 1858 in Wien; † 7. Dezember 1938 ebendort) war ein österreichischer Kunsthistoriker und Direktor des Museums für angewandte Kunst in Wien.

## Familie
Eduard Leisching wurde als Sohn von Antonie Leisching, geb. Götze (1833–1873) und des Kaufmanns Eduard Leisching (1823–1899) geboren. Sein Bruder Julius Leisching erlangte ebenfalls Bedeutung als Museumsdirektor. Sein Ururgroßvater Karl Gottlob Leisching genoss als Superintendent im thüringischen Langensalza großes Ansehen. Zur Familie zählt auch die deutsche Malerin Friederike Leisching, die durch ihre Porträts von Matthias Claudius bekannt geworden ist. Sein Bruder Julius Leisching war Architekt und Direktor des Salzburger Museum Carolino Augusteum.
1886 heiratete er die aus Rastnig in der Steiermark stammende Adele Margulies (1861–1900). Mit ihr hatte er zwei Kinder, die Künstlerinnen Marianne und Elisabeth Leisching (1900–1980). Acht Jahre später heiratete er Hedwig Bunzel, verwitwete Singer, aus Prag-Bubna. Sie brachte bereits zwei Kinder mit in die Ehe und gebar Eduard Leisching zwei weitere Kinder.

## Leben und Wirken
Eduard Leisching studierte an den Universitäten Wien und Berlin Kunstgeschichte und Philosophie und wurde 1884 in Wien promoviert. Im gleichen Jahr begann er seine Tätigkeit am Österreichischen Museum für Kunst und Industrie, von 1909 bis 1925 war er dessen Direktor. Der Aufbau dieses Museums bildete einen bedeutenden Teil seines Lebenswerkes.
Daneben widmete er sich der Gründung des Volksbildungswesens. So gründete er 1887 den Wiener Volksbildungsverein. Auf dieses Wirken geht unter anderem die Entstehung der Urania zurück. Daneben verfasste er mehrere Werke über die Österreichische Kunstgeschichte.
Nach langem Leiden starb Eduard Leisching am 7. Dezember 1938 und wurde auf dem Evangelischen Friedhof Matzleinsdorf eingesegnet und beigesetzt.
Der Eduard-Leisching-Hof im Wiener Gemeindebezirk Margareten trägt seinen Namen. Des Weiteren ist seit 1949 die Leischinggasse im 14. Bezirk Penzing nach ihm benannt.

## Schriften (Auswahl)
- Der klimatische Curort Arco in Südtirol. Reichenberg, Stiepel 1883
- Der Wiener Congress. Culturgeschichte. Die bildenden Künste und das Kunstgewerbe, Theater, Musik in der Zeit von 1800–1825. Wien 1898
- Die Bildnis-Miniatur in Oesterreich von 1750–1850. – Wien, Artaria 1907
- 40 Jahre Wiener Volksbildungs-Verein, 1887–1927, 1927